# 菊园新区
菊园新区管委会，前身是菊园小区管委会，是上海市嘉定区下辖的一个类街道办事处级行政区，成立于1997年7月17日，2000年11月28日，“菊园小区管理委员会”更名为“菊园新区管理委员会”，并增挂菊园新区街道办事处(筹)的牌子，实行两块牌子一套班子的工作机制。面积18.61平方公里，户籍人口2.21万人（2008年）。管委会驻胜竹路2000号。

## 行政区划
菊园新区街道（筹）下辖23个居委会及3个村委会：嘉富社区居委会、嘉邦社区居委会、嘉宏社区居委会、嘉馨社区居委会、嘉枫社区居委会、泰宸社区居委会、宝菊社区居委会、嘉保社区居委会、嘉悠社区居委会、竹筱社区居委会、嘉北社区居委会、嘉悦社区居委会、嘉和社区居委会、嘉汇社区居委会、嘉盛社区居委会、嘉筱社区居委会、嘉宜社区居委会、嘉莱社区居委会、嘉慈社区居委会、嘉铭社区居委会、嘉呈社区居委会、皇庆社区居委会、柳梁社区居委会、永胜村村委会、青冈村村委会、六里村村委会。